# City Tower Toyosu The Twin
City Tower Toyosu The Twin (シティタワーズ豊洲ザツイン) est un ensemble de gratte-ciel construit de 2006 à 2009 à Tokyo dans le district de Koto-ku.
Il comprend deux tours;
- la North tower haute de 171 m
- la South tower haute de 163 m.
La surface de plancher de la tour nord est de  130 000 m2.
L'architecte est l'agence japonaise Nikken Sekkei